# Пенаки, Зиновий Фёдорович
Зиновий Фёдорович Пенаки (1923—1995) — участник Великой Отечественной войны, старший разведчик-наблюдатель батареи управления 2-й гвардейской гаубичной артиллерийской бригады (1-я гвардейская Глуховская Краснознамённая артиллерийская дивизия прорыва Резерва Главного Командования, 65-я армия, Центральный фронт), гвардии сержант. Герой Советского Союза.

## Биография
Родился 7 ноября 1923 года в селе Викторовка, ныне Березанского района Николаевской области Украины, в семье крестьянина. Украинец.
Окончил 10 классов средней школы.
В Красную Армию призван Тилигуло-Березанским районным военкоматом Николаевской области Украинской ССР 21 июня 1941 года. В боях на фронте с июля 1941 года. Участвовал в Тирасполь-Мелитопольской, Донбасской и Ростовской оборонительных операциях на Южном фронте. В бою 21 ноября 1941 года под Таганрогом был ранен.
С июля 1942 года сражался на Сталинградском фронте. Прошёл все оборонительные сражения, но за день до начала наступления советских войск — в бою 18 ноября 1942 года, был тяжело ранен.
После излечения, с апреля 1943 года и до Победы воевал в разведке 1-й гвардейской артиллерийской дивизии Резерва Главного Командования на Центральном, Белорусском, 1-м Украинском фронтах. Отличился в Курской битве: в первые трое суток оборонительного сражения в полосе 13-й армии выявил скопление пехоты, скопление танков, 2 артиллерийские батареи, 1 миномётную батарею, 1 отдельное самоходное орудие врага, которые были уничтожены артиллерийским огнём. Здесь Пенаки получил свою первую награду — медаль «За отвагу».
Затем участвовал в Черниговско-Припятской наступательной операции (август-сентябрь 1943 года). Старший разведчик-наблюдатель батареи управления 2-й гвардейской гаубичной артиллерийской бригады гвардии сержант Зиновий Пенаки проявил исключительное мужество в ходе битвы за Днепр. 15 октября 1943 года разведчик одним из первых вышел на Днепр и, не мешкая, на лодке под огнём врага переправился на западный берег Днепра в районе села Щитцы Лоевского района Гомельской области. Там он выявил немецкие позиции и огневые точки. Однако ни телефонной связи, ни рации на только что занятом плацдарме ещё не было. Чтобы передать командованию разведданные, Зиновий Пенаки нашёл на берегу разбитую лодку и, наскоро починив её, переправился под огнём обратно на восточный берег. Там он доложил данные командиру своей артиллерийской бригады. Артиллерийский огонь по точно указанным разведчиком целям оказал большую помощь стрелковым частям в сражении за плацдарм. В течение суток сержант Пенаки ещё 4 раза переправлялся через Днепр, выявляя и докладывая командованию данные для артиллерийского огня. По его данным в этот день были уничтожены 2 миномётные батареи, 1 наблюдательный пункт, 3 пулемётные точки, много живой силы врага.
На следующий день, 16 октября, на этом же плацдарме он выявил расположение укрытой артиллерийской батареи противника, которая была быстро подавлена нашим огнём. В тот же день Пенаки отважно действовал при штурме укреплённой полосы обороны врага в районе сёл Крупейки-Бывалки Гомельской области Белорусской ССР. Одним из первых он ворвался в первую траншею врага, в ближнем бою уничтожил до 20 солдат врага.
Далее Пенаки участвовал в Проскуровско-Черновицкой (февраль-май 1944), Львовско-Сандомироской (июль-август 1944), Сандомирской (август-октябрь 1944), Висло-Одерской (январь 1945), Нижне-Силезской (февраль 1945), Берлинской (апрель 1945) операциях. Немного не довоевал до Победы — в конце апреля 1945 года отозван с фронта и направлен на учёбу.
После Победы продолжил службу в Советской Армии. Окончил курсы лейтенантов при Центральной группе войск в 1945 году. С августа 1945 года младший лейтенант З. Пенаки — командир взвода полковой школы сержантов. С декабря 1946 года — командир огневого взвода батареи тяжёлой гаубичной артиллерийской бригады разрушения. С июня 1949 года — литературный сотрудник редакции газеты «Залп» артиллерийской дивизии. Член КПСС с 1946 года.
В 1953 году окончил Ленинградские курсы усовершенствования политсостава имени Ф. Энгельса. С января 1955 года — заместитель по политчасти командира огневой батареи дивизионной школы. В 1959 году окончил Военно-политическую академию имени В. И. Ленина. С июля 1959 года — заместитель по политчасти командира отдельной реактивной дивизии. С мая 1960 года — заместитель командира по политчасти отдельного истребительного противотанкового артиллерийского полка.
С января 1964 года — в Ракетных войсках стратегического назначения СССР, заместитель начальника политического отдела 47-го учебного центра РВСН в городе Котовск Одесской области. С августа 1966 года — начальник политотдела — заместитель командира 37-й гвардейской ракетной дивизии (город Луцк Волынской области Украинской ССР).
С апреля 1972 года полковник З. Ф. Пенаки — в запасе. Жил в городе Одессе. Но вскоре возглавил и долгое время работал начальником отдела кадров Одесского отделения Государственного океанографического института СССР.
Умер 3 декабря 1995 года. Похоронен на Таировском кладбище Одессы.

## Награды
- За образцовое выполнение боевых заданий командования на фронте борьбы с немецко-фашистскими захватчиками и проявленные при этом отвагу и геройство указом Президиума Верховного Совета от 24 декабря 1943 года гвардии сержанту Пенаки Зиновию Фёдоровичу присвоено звание Героя Советского Союза с вручением ордена Ленина и медали «Золотая Звезда» (№ 2313).
- Награждён орденами Отечественной войны 1-й и 2-й степеней, двумя орденами Красной Звезды, орденом Славы 3-й степени а также медалями, среди которых «За отвагу» и «За оборону Сталинграда».